# 남부여객
남부여객자동차(南部旅客自動車)는 부산광역시의 시내버스 회사이고, 본사는 부산광역시 영도구 와치로 113 (청학2동)에 있다.

## 역사 및 현황
1980년 4월 1일 구 대성여객(1989년 부도)에서 분리독립하여 설립하였고, 영도를 중심으로 하여 부산 남부지역을 중심으로 노선을 운영하고 있다. 설립 이후 단 한 번도 초량 이북으로 올라가는 노선을 운영한 적이 없다.
고신대학교 인근에 차고지와 본사가 있으며, 고신대학교 학생들의 통학을 전담하는 시내버스 회사이다.
구 대성여객의 분리된 회사로 남부여객, 신성여객, 금정여객 등이 있다.

## 차고지
- 부산광역시 영도구 와치로 113 (청학동) (본사 ; 6번, 7번, 9번, 70번, 71번, 508번 시종착 및 관리)

## 운행 중인 노선
- ● 6번 : 남부여객 ↔ 고신대학교 ↔ 동삼1동행정복지센터 ↔ 동삼중리 ↔ 영도여자고등학교 ↔ 함지골수련원 ↔ 흰여울문화마을 ↔ 신선동 주민센터 ↔ 영도배수지 ↔ 센트럴에일린의뜰 ↔ 봉래동 ↔ 센트럴에일린의뜰 ↔ 영도배수지 ↔ 신선동주민센터 ↔ 흰여울문화마을 ↔ 영선동 ↔ 영도전화국 ↔ 영도경찰서 ↔ 남포동 ↔ 충무동교차로 ↔ 충무쇼핑.충무동새벽시장 ↔ 부산공동어시장 ↔ 암남동주민센터 ↔ 고신대학교복음병원 ↔ 감천사거리 ↔ 삼성여자고등학교 ↔ 괴정 뉴코아아울렛 ↔ 괴정초등학교(진한 부분은 양 방향 노선이 모두 경유함)
- ● 7번: 남부여객 ↔ 고신대학교 ↔ 동삼1동행정복지센터 ↔ 동삼중리 ↔ 부산남고등학교 ↔ 함지골수련원 ↔ 흰여울문화마을 ↔ 영선동 ↔ 남항동 ↔ 남포동 ↔ 충무동교차로 ↔ 남부민초등학교 ↔ 부산관광고등학교 ↔ 송도해수욕장 ↔ 암남공원 ↔ 부산국제수산물도매시장 ↔ 수산가공선진화단지
- ● 9번 : 남부여객 ↔ 일신마리나아파트 ↔ [구]해사고 ↔ 영광아파트 ↔ 봉래시영아파트 ↔ 영도배수지 ↔ 신선중학교 ↔ 흰여울문화마을 ↔ 영선동 ↔ 영도경찰서 ↔ 남포동 ↔ 충무동교차로 ↔ 남부민초등학교 ↔ 부산관광고등학교 ↔ 고신대학교복음병원 ↔ 감천사거리 ↔ 감천항동편부두 ↔ 동원냉장 ↔ 부산국제수산물도매시장 ↔ 수산가공선진화단지
- ● 70번 : 남부여객 ↔ 고신대학교 ↔ 동삼1동행정복지센터 ↔ 동삼중리 ↔ 함지골수련원 ↔ 흰여울문화마을 ↔ 영선동 ↔ 남항동 ↔ 해동병원 ↔ 부산대교 ↔ 부산항만공사 ↔ 남포동 ↔ 부산대학병원(토성역) ↔ 구덕운동장 ↔ 동대신3동 ↔ 혜광고등학교 ↔ 부산디지털고등학교 ↔ 청운아파트 ↔ 동주파크맨션 ↔ 중앙공원.민주공원
- ● 71번: 남부여객 ↔ 고신대학교 ↔ 동삼1동행정복지센터 ↔ 동삼중리 ↔ 영도여자고등학교 ↔ 함지골수련원 ↔ 흰여울문화마을 ↔ 영선동 ↔ 남항동 ↔ 남포동 ↔ 충무동교차로 ↔ 충무쇼핑.충무동새벽시장 ↔ 부산공동어시장 ↔ 암남동주민센터 ↔ 송도해수욕장 ↔ 암남공원 ↔ 부산국제수산물도매시장 ↔ 수산가공선진화단지
- ● 508번 : 남부여객 ↔ 고신대학교 ↔ 동삼1동행정복지센터 ↔ 동삼중리 ↔ 영도여자고등학교 ↔ 함지골수련원 ↔ 흰여울문화마을 ↔ 영선동 ↔ 남항동 ↔ 대교사거리 ↔ 영도대교(남포역) ↔ 중앙동 ↔ 부산역 ↔ 초량시장 ↔ 부산고등학교 ↔ 초량어린이집 ↔ 화신아파트 ↔ 영주삼거리 ↔ 중앙공원.민주공원(심야노선도 동일)

## 보유 차량

#### 자일대우버스
- 자일대우 NEW BS106

#### 현대자동차
- 현대 그린시티
- 현대 뉴 슈퍼 에어로시티
- 현대 저상 뉴 슈퍼 에어로시티
- 현대 일렉시티
- 현대 일렉시티 타운

#### 우진산전
- 우진산전 아폴로 900

#### 범한자동차
- 범한자동차 E-STAR 8
- 범한자동차 E-STAR 11